# ماجد الشريمي
ماجد الشريمي (مواليد 29 أغسطس 1993) هو لاعب كرة قدم سعودي لعب سابقاً في نادي الرياض.

## وصلات خارجية
- ماجد الشريمي